# Leptotila plumbeiceps
La paloma montaraz cabecigrís, paloma montaraz de cabeza gris, paloma cabeza gris, tórtola cabeciazul, paloma coronigrís, paloma cabeciceniza, paloma cabeza ploma o caminera cabeciazul  (Leptotila plumbeiceps)  es una especie de ave columbiforme de la familia Columbidae.

## Distribución y hábitat
Se encuentra desde el este de México  al oeste de Panamá.Habita en el sotobosque, en  bosques achaparrados y plantaciones de cacao. 
Se construye un nido en un árbol y pone dos  huevos blancos. La incubación es de aproximadamente 14 días, y la muda otros 15.
Tienen un tamaño  de 25 cm de largo y pesa 155g. el adulto tiene una corona gris. El dorso y las alas son de color marrón oliva, y las partes inferiores son de color sombreado en blanco en el vientre. La cola es amplia con punta de color blanco. Las aves jóvenes carecen de color gris en la cabeza.
Se encuentran solos o en parejas. Se alimentas en tierra de frutas, semillas y granos. Su vuelo es rápido y directo, con el movimiento de las alas que son características de las palomas en general.